# Start All Over
"Start All Over" är en popsång framförd av den amerikanska sångerskan Miley Cyrus. Den släpptes som den andra och sista singeln från Cyrus' debutalbum Meet Miley Cyrus, den andra skivan från dubbelalbumet Hannah Montana 2: Meet Miley Cyrus. 

## Bakgrund och information

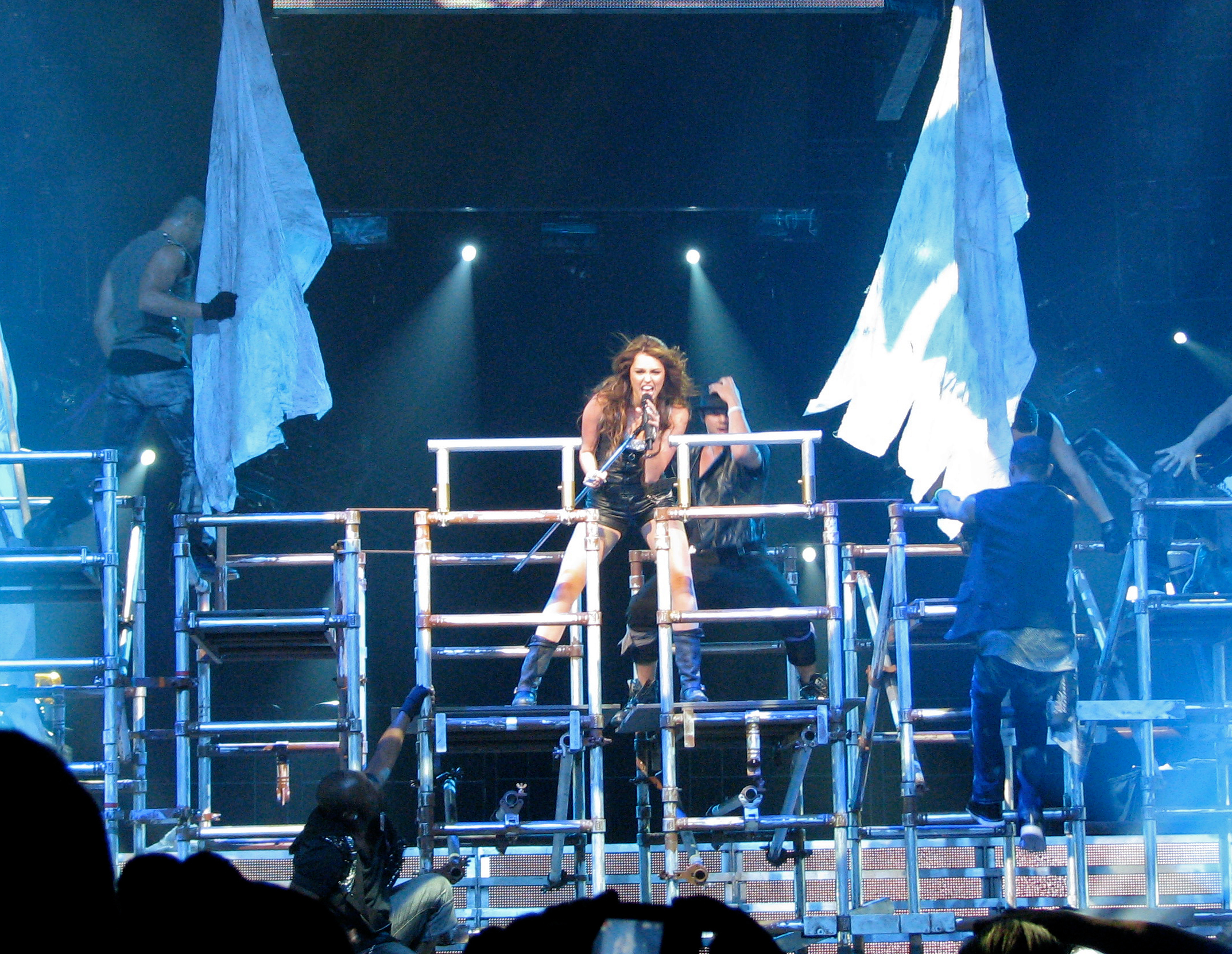
Miley framför "Start All Over" live.

Sången debuterade på Radio Disney den 11 december 2007 och släpptes för digital nedladdning den 14 mars 2008 med en instrumental version som B-sida. Sången skrevs av Fefe Dobson, som gav Cyrus sången när den inte blev inkluderad i hennes album Sunday Love. 
Sången nådde sin högsta internationella topplacering på ARIA Charts i Australien som #41. Sångens musikvideo hade premiär på Disney Channel. Musikvideon innehåller bland annat klipp med Cyrus som framför sången på gator och inkluderar dessutom henne i en karneval-liknande miljö.

## Tracklista
- Australiensk CD-singel

1. "Start All Over" (Album Version) – 3:27
2. "Start All Over" (Instrumental) – 3:27

## Topplistor
| Lista (2008)              | Topplacering |
| ------------------------- | ------------ |
| Australien (ARIA Charts)  | 41           |
| Kanada (Canadian Hot 100) | 91           |
| USA (Billboard Hot 100)   | 68           |
| USA (Pop 100)             | 57           |